# 7,3-cm-Propagandawerfer 41
Der 7,3-cm-Propagandawerfer 41 war ein Werfer der deutschen Wehrmacht im Zweiten Weltkrieg. Der Raketenwerfer wurde nur in geringen Stückzahlen hergestellt und diente an der Kriegsfront der Verbreitung von Propaganda über dem Gebiet gegnerischer Kampftruppen.

## Geschichte

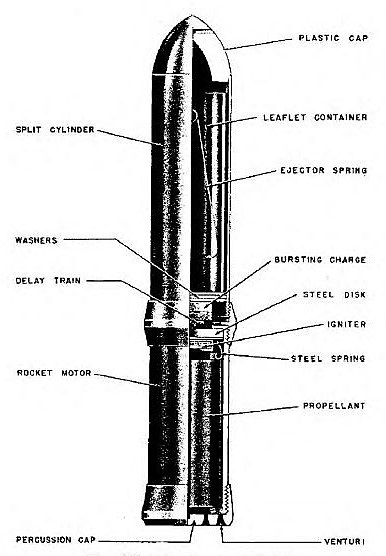
7,3-cm-Propagandagranate 41

Dieser speziell für die Propagandatruppe der Wehrmacht gebaute Werfer kam ab 1941 nur in geringen Stückzahlen an die Front. Der Sinn dieses Werfers bestand darin, Flugblätter mit Propaganda zum Gegner zu schießen.

## Aufbau
Der Propagandawerfer bestand aus einer 12,26 kg schweren Stahlkonstruktion, in deren Mitte eine 74,9 cm lange Führungsschiene lag. Der Werfer wurde vor Gebrauch mit Erdspornen im Boden befestigt. Er verschoss die Propagandagranate 41 (auch Flugblattgeschoss genannt), ein Raketengeschoss, das bei einem Gewicht von 3,24 kg ungefähr 227 g Flugblätter mitführen konnte (dies entsprach mehr als 100 Flugblättern). Das Raketengeschoss zerlegte sich nach einer vorgegebenen Zeit in der Luft und die Flugblätter wurden durch eine Feder ausgestoßen, so dass sie über eine größere Fläche niedergingen. Es waren Schussweiten bis 3500 m möglich.